# Ioan Demetrovici
Ioan Demetrovici a fost un pictor renumit pentru executarea picturii murale la numeroase biserici din zona Banatului. A fost activ timp de circa patru decenii ale secolului al XIX-lea.

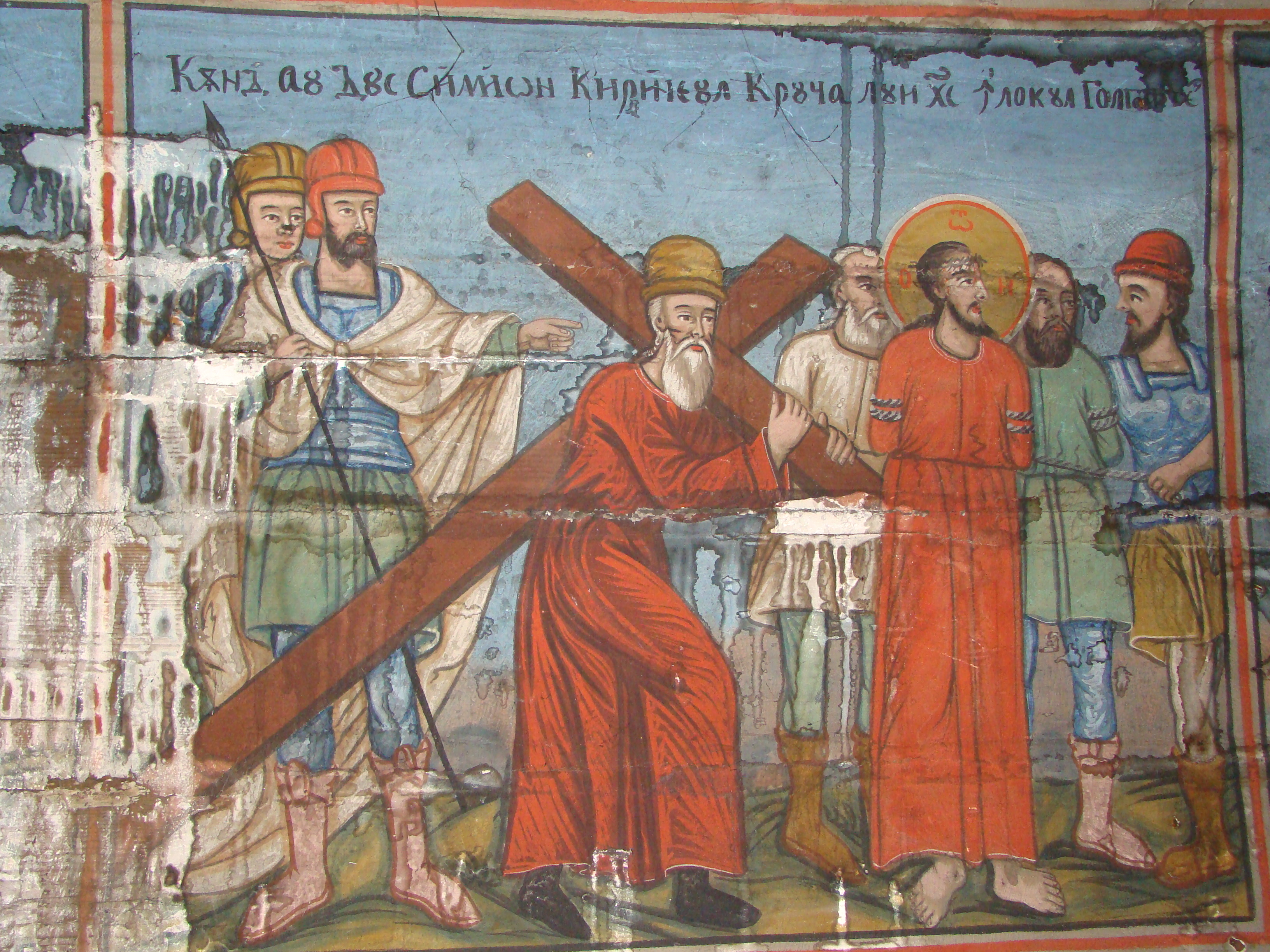
„Când au dus Simion Kirineul crucea lui Hristos” (naos-Biserica de lemn din Bodeşti)

## Viața și activitatea
Se cunosc puține aspecte legate de viața lui Ioan Demetrovici. Se știe doar că este originar din Timișoara din inscripția păstrată pe latura de vest a bisericii de lemn din Țărmure, inscripție care arată că s-a zugrăvit prin „IONNE DEMETROVICIU LOCUITOR ÎN TEMIȘOARA”. Pictorul făcea parte din școala bănățeană, constituită în a doua jumătate a secolului XVIII și începutul secolului XIX.  Principalele sale creații cunoscute sunt cele de la bisericile de lemn din Bodești (1831), Ionești (1845), Tisa (1846), Budești (1860), Cristești (1865), Țărmure, Vojdoci (1870). 

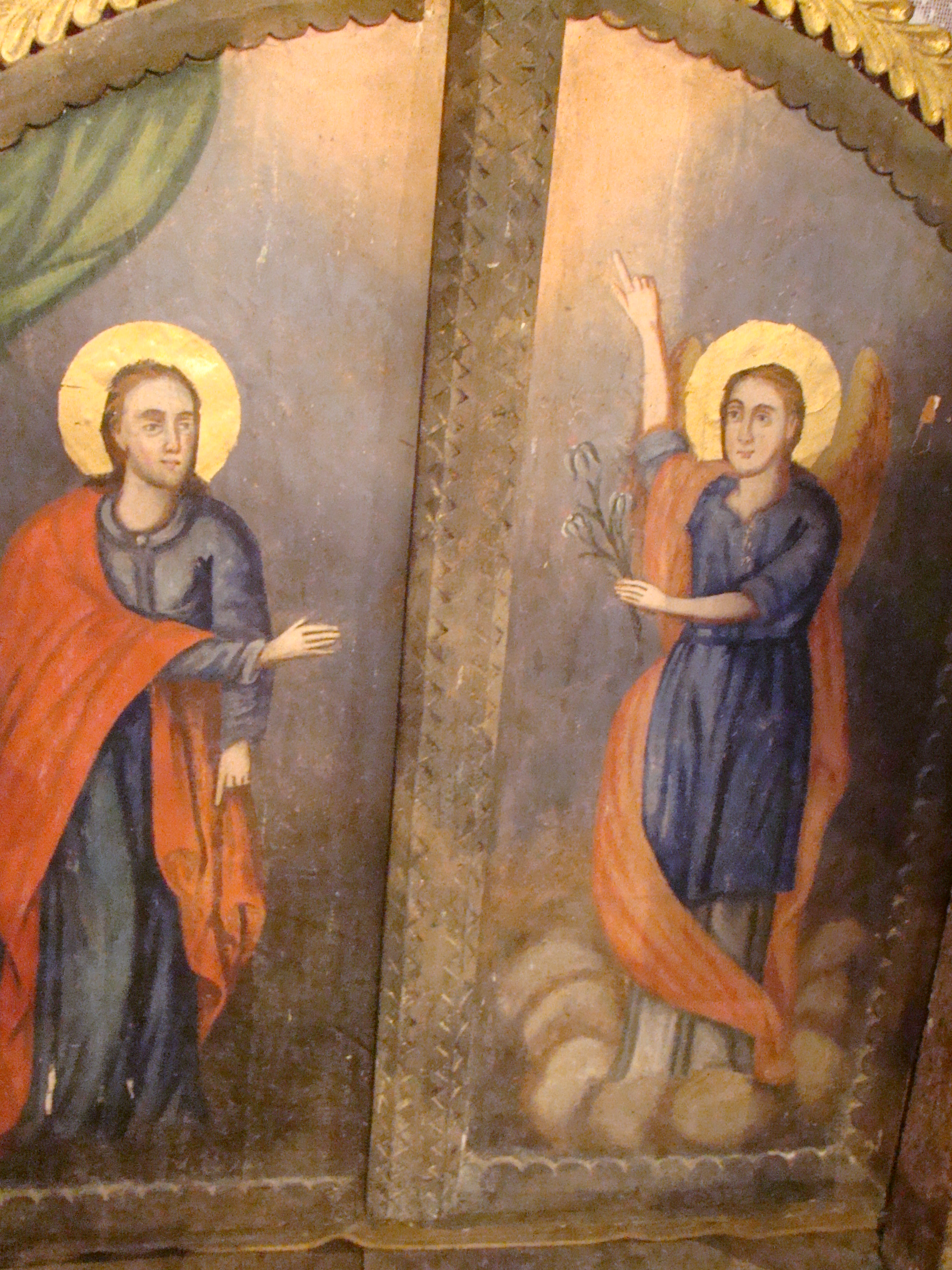
Uşile împărăteşti ale bisericii de lemn din Cristeşti pictate de Ioan Demetrovici

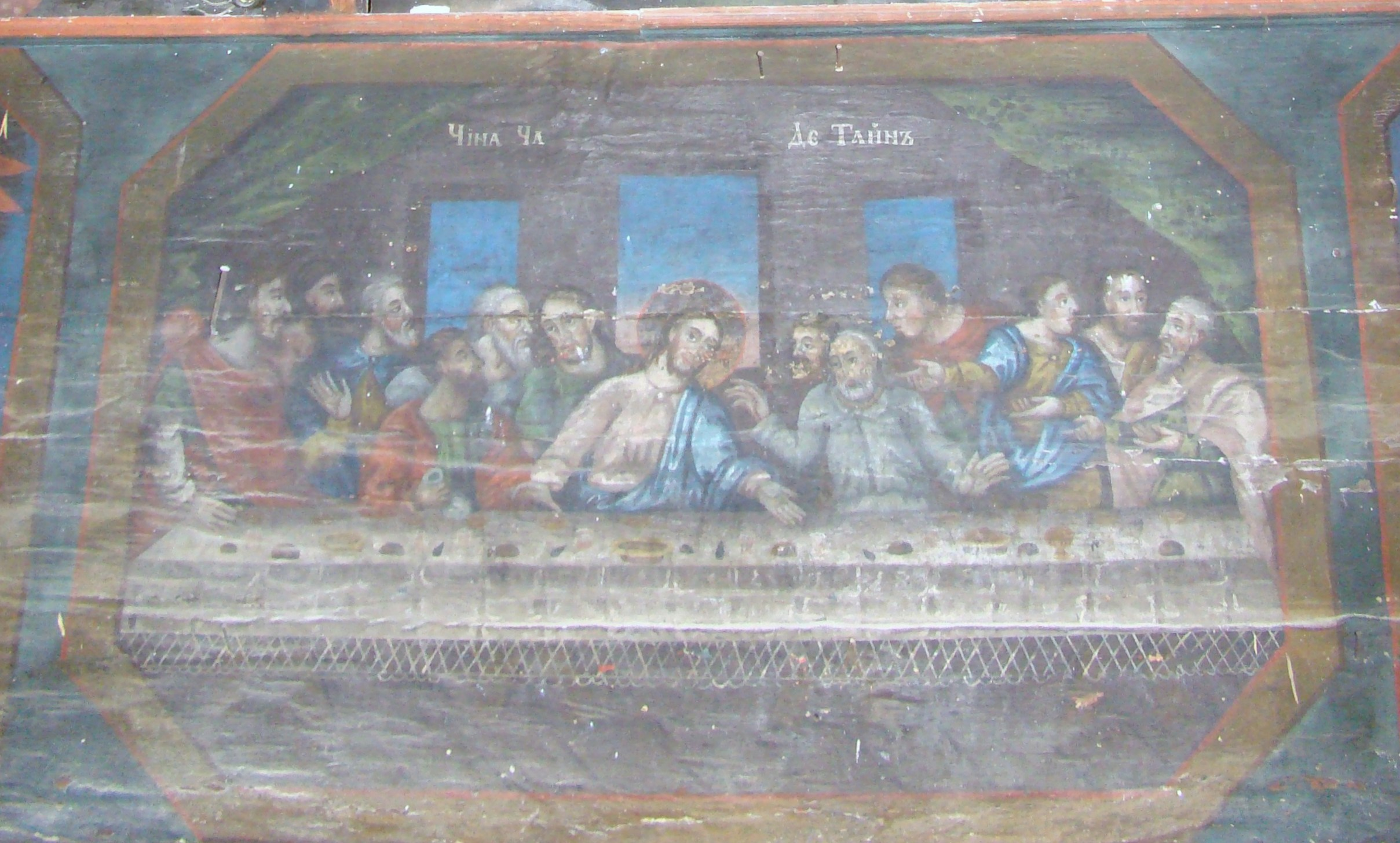
Cina cea de Taină (Biserica de lemn din Ioneşti)

El a lucrat și la refacerea picturii iconostasului bisericii Nașterea Maicii Domnului din Hălmagiu, în timp ce la biserica din Luncșoara a pictat altarul și iconostasul. Creațiile sale trădează o formație de pictor mai degrabă decât cea a unui zugrav propriu-zis. În ele se poate sesiza o îndepărtare de stilul bizantin, resimțindu-se în schimb influențe ale artei baroce.

## Imagini

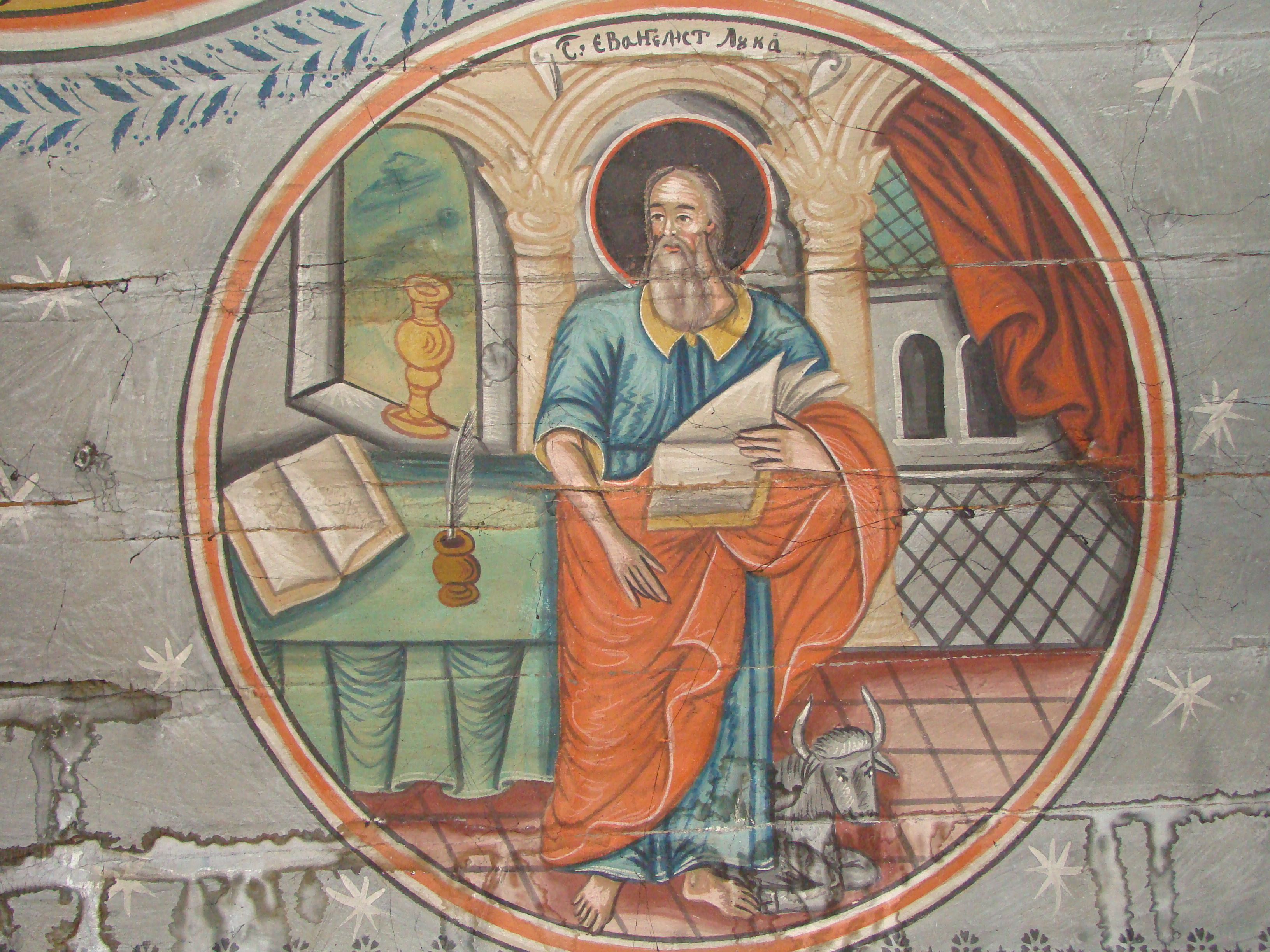
Sfântul Evanghelist Luca (Biserica de lemn din Bodeşti)
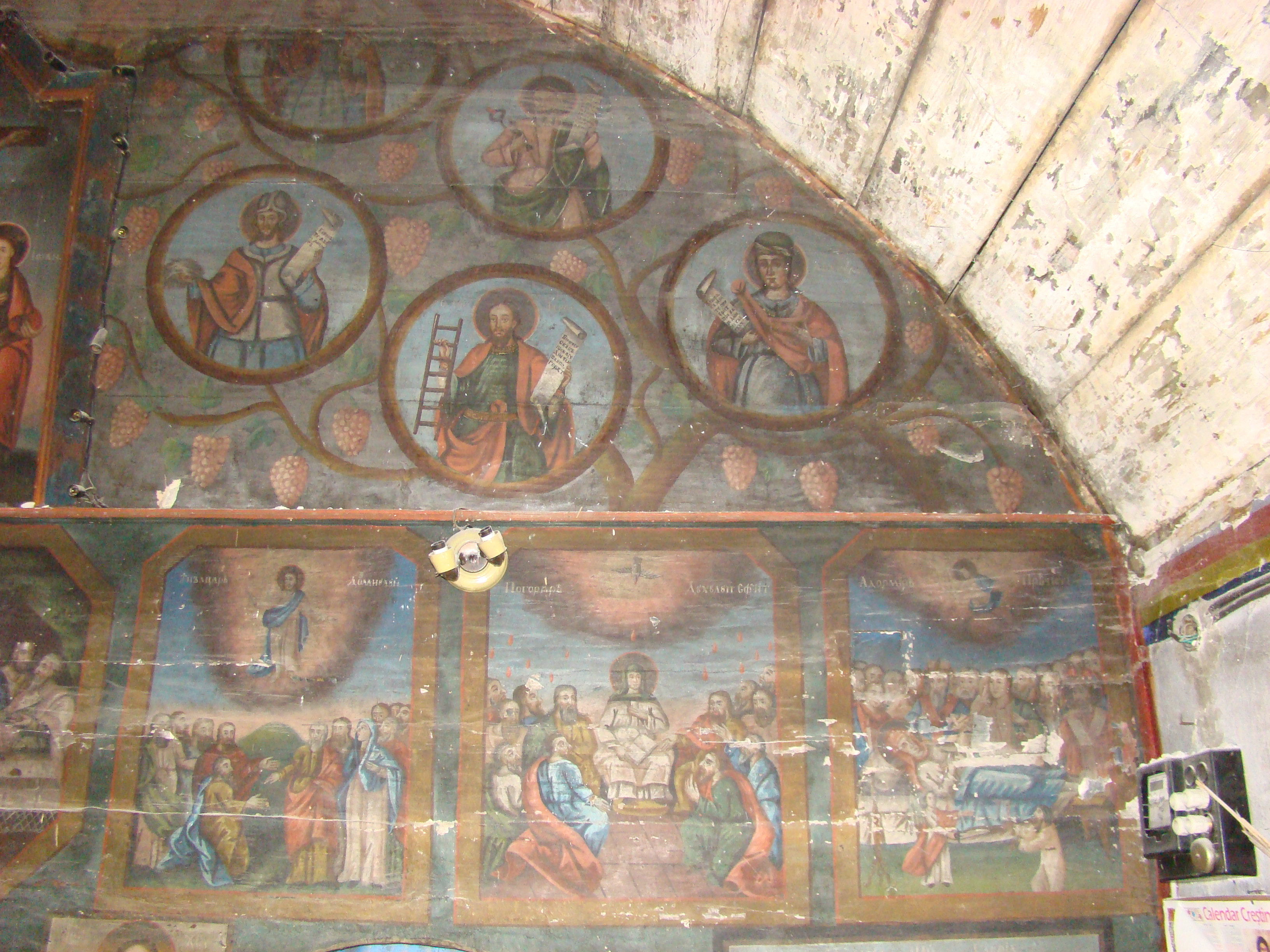
Partea dreaptă a tâmplei (Biserica de lemn „Sfântul Mare Mucenic Gheorghe” din Ionești)
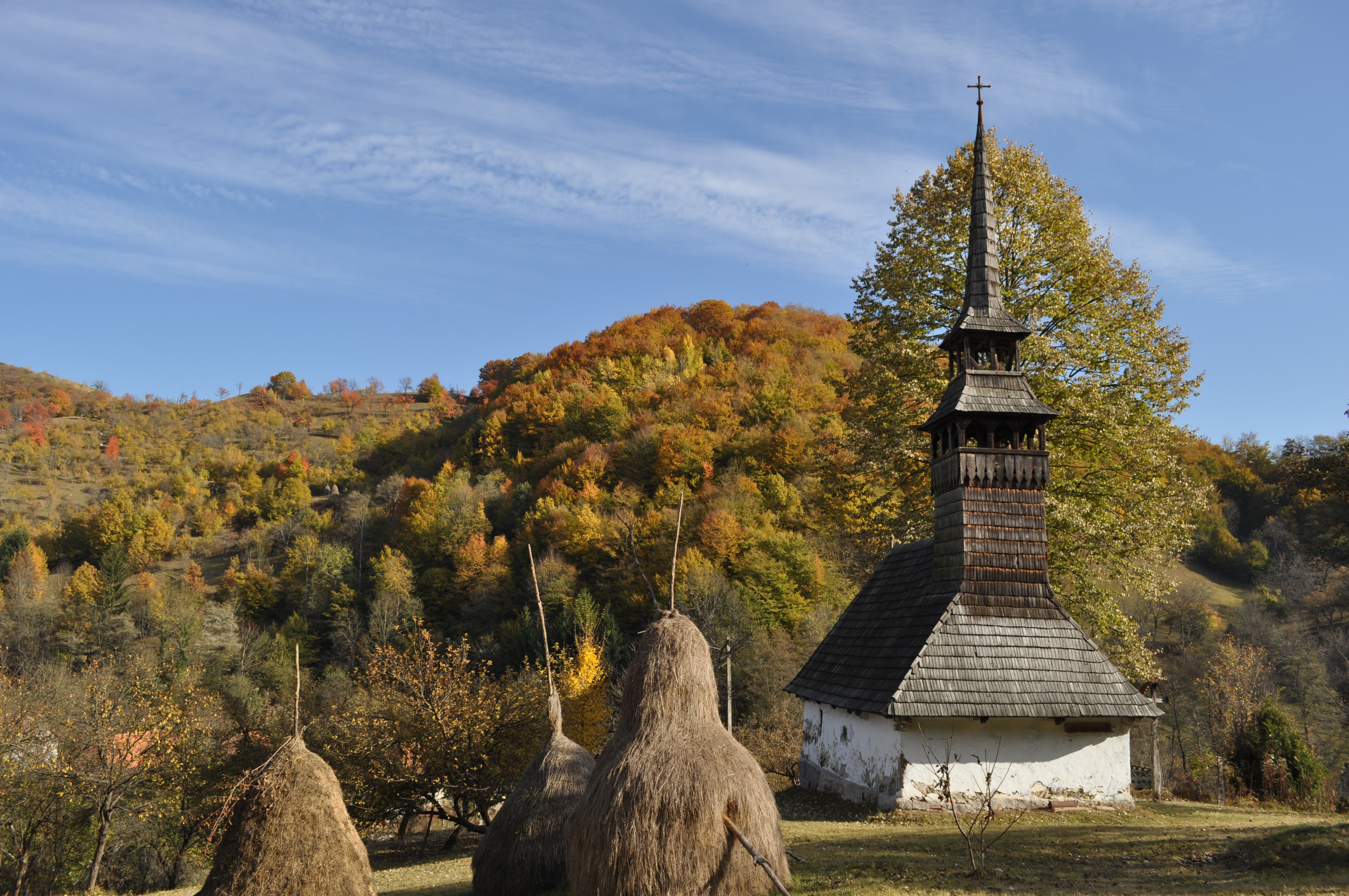
Biserica de lemn Sfântul Mare Mucenic Gheorghe din Luncşoara: pictura executată la mijlocul secolului al XIX-lea de Ioan Demetrovici din Timişoara se păstrează numai pe iconostas şi în altar
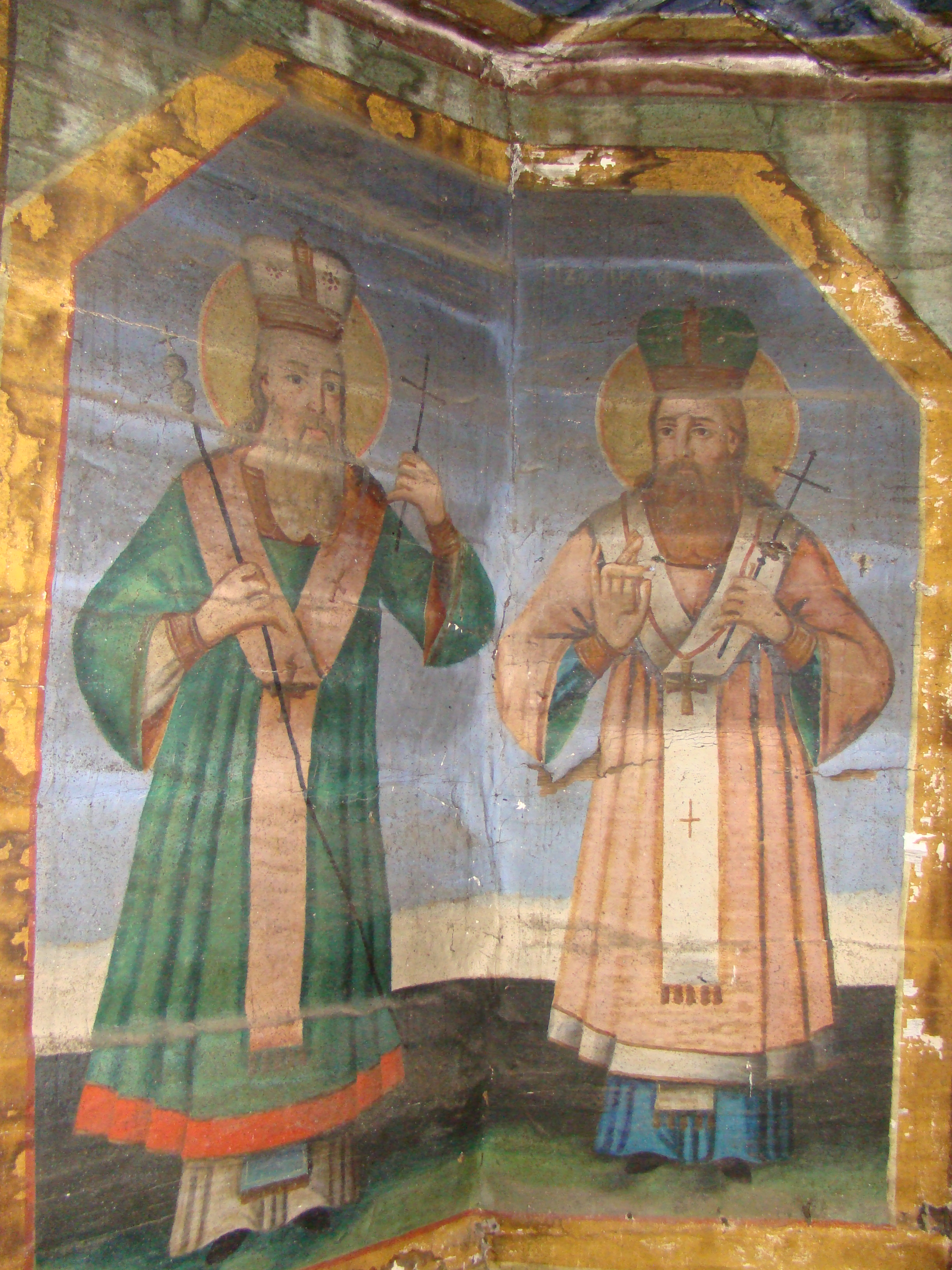
Biserica de lemn din Cristeşti: altar-Sfinţii Ierarhi
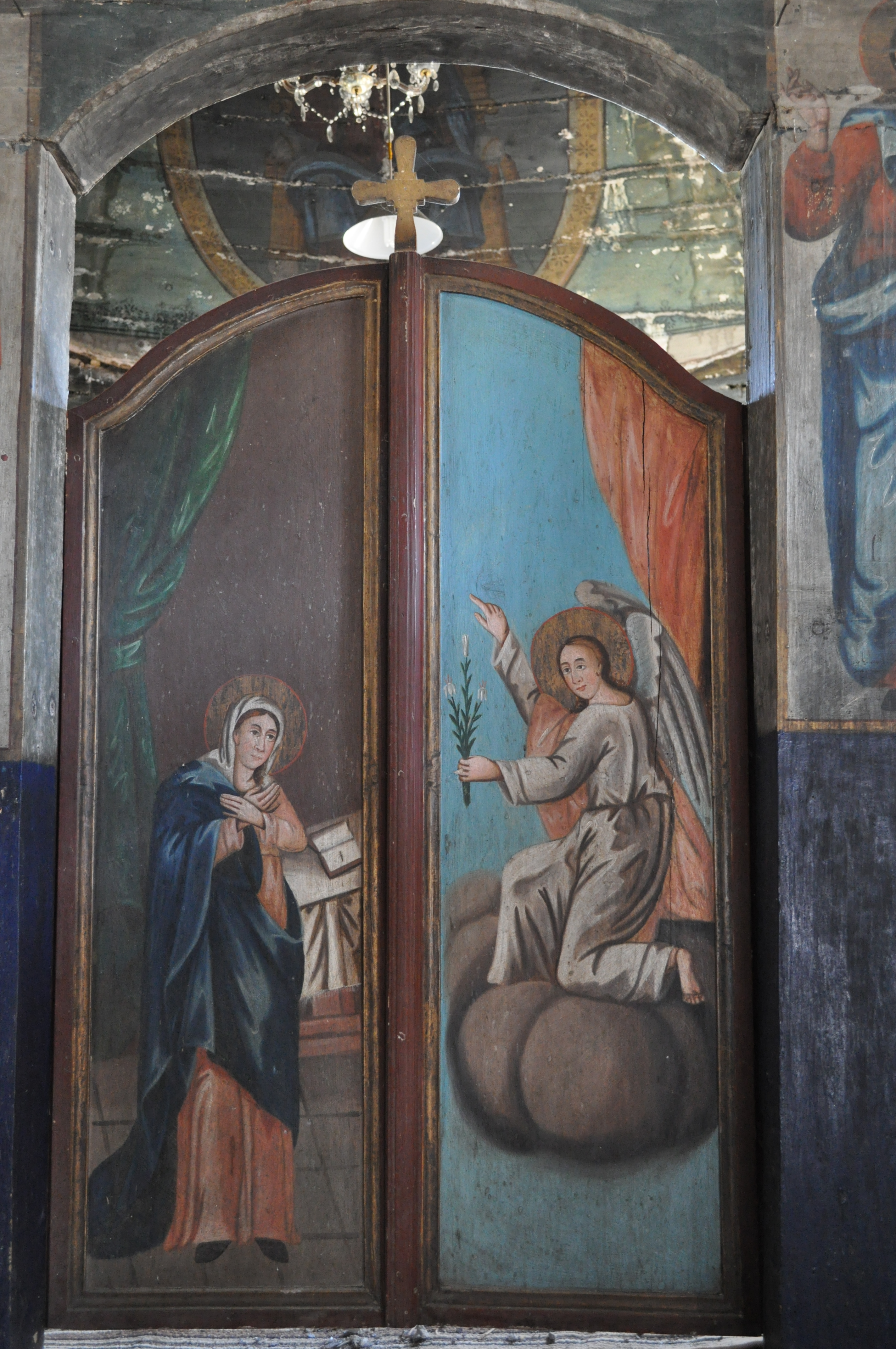
Uşile împărăteşti „Buna Vestire” (Biserica de lemn „Sfântul Mare Mucenic Gheorghe” din Ionești)
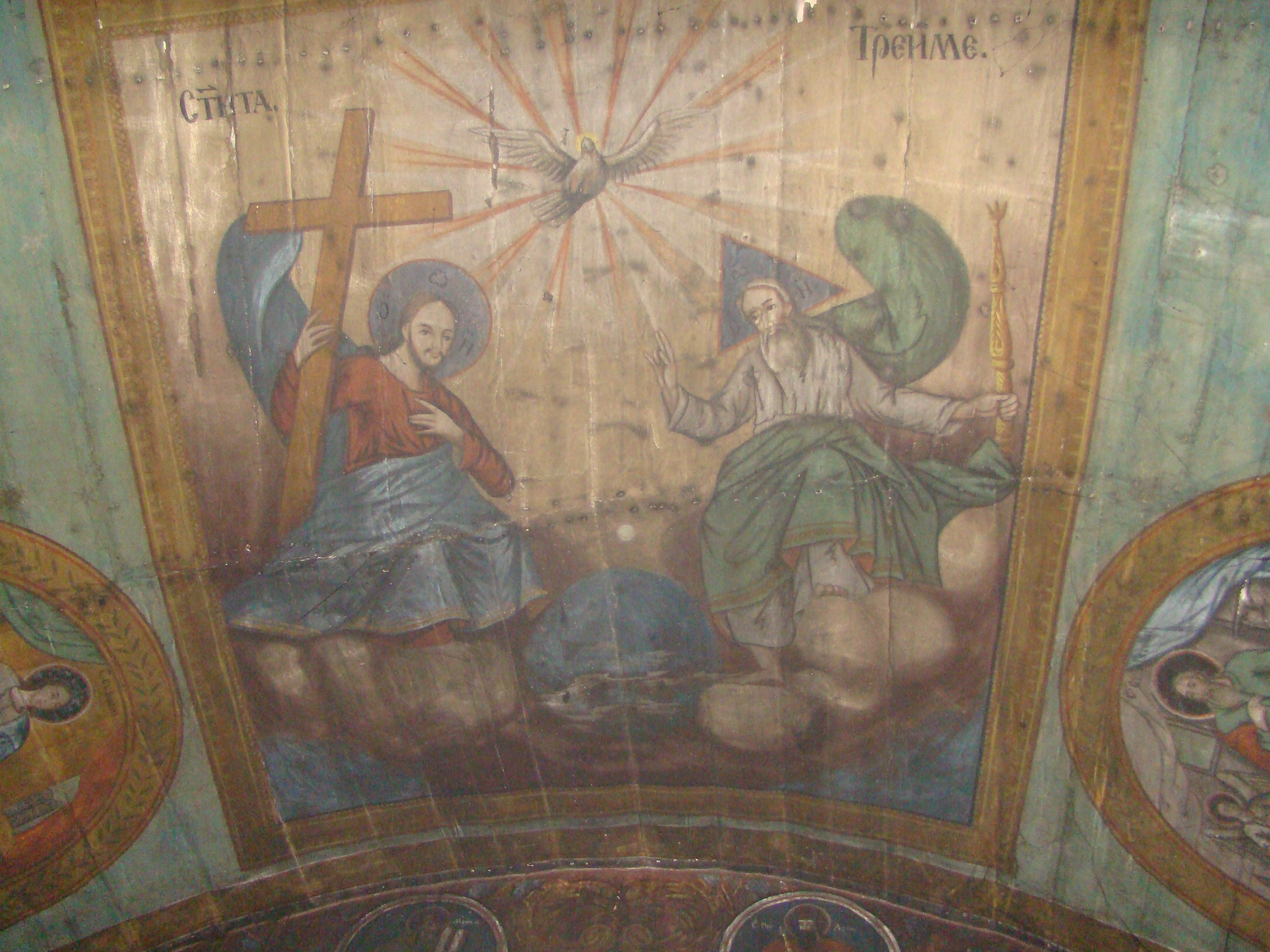
Sfânta Treime (Biserica de lemn din Tisa)
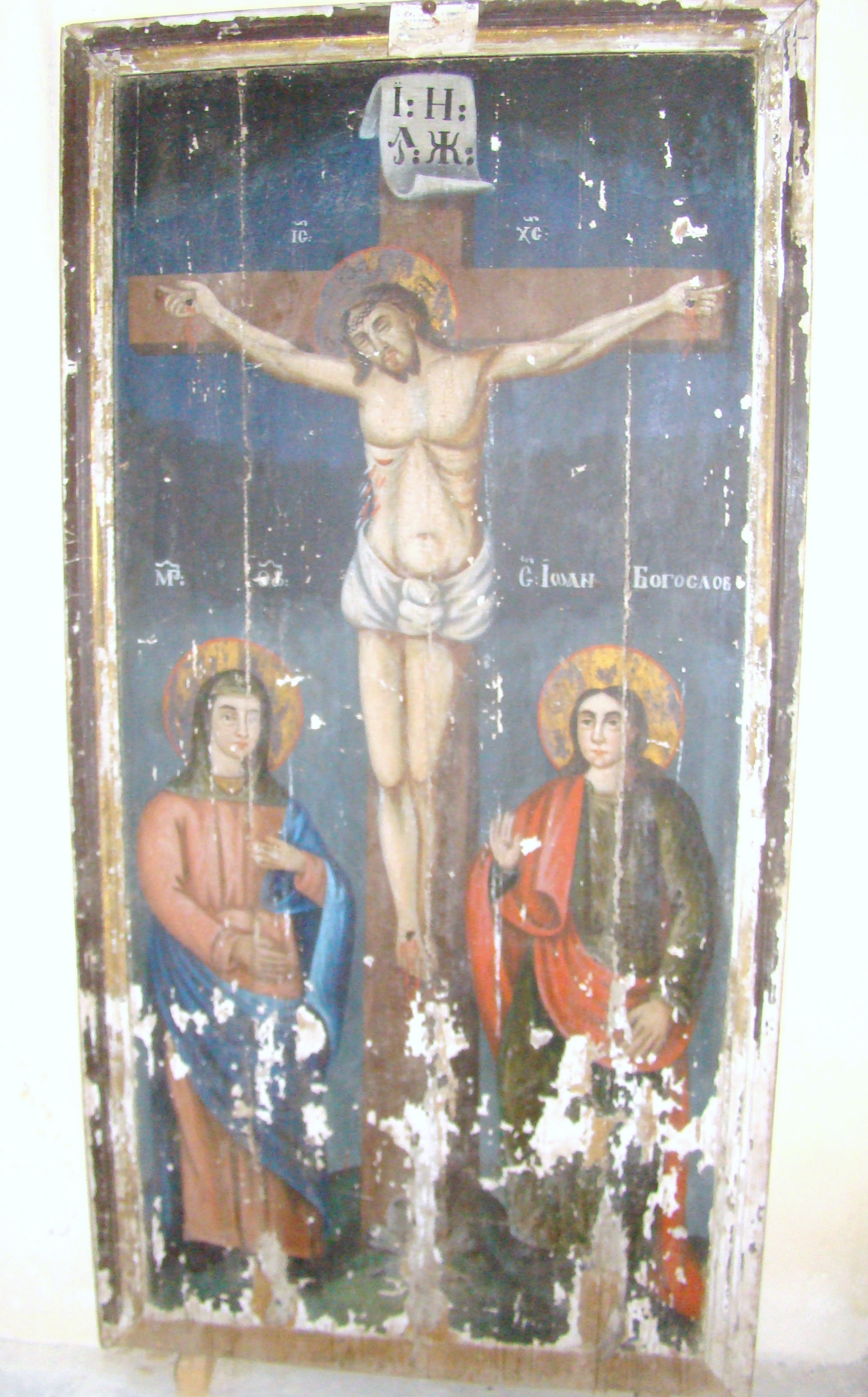
Răstignirea lui Iisus (Biserica Naşterea Maicii Domnului din Hălmagiu)
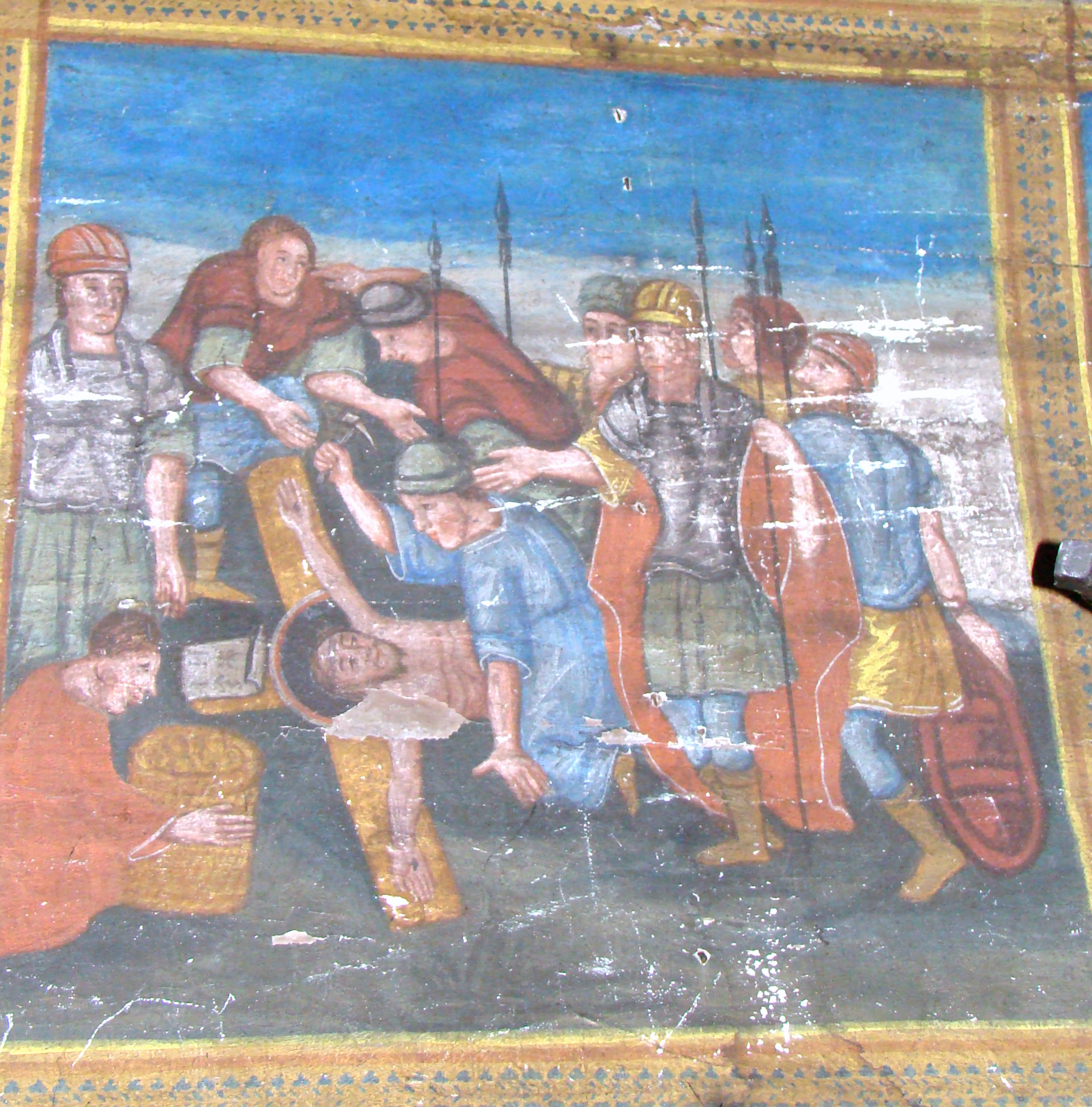
Punerea pe cruce (Biserica de lemn din Tisa)
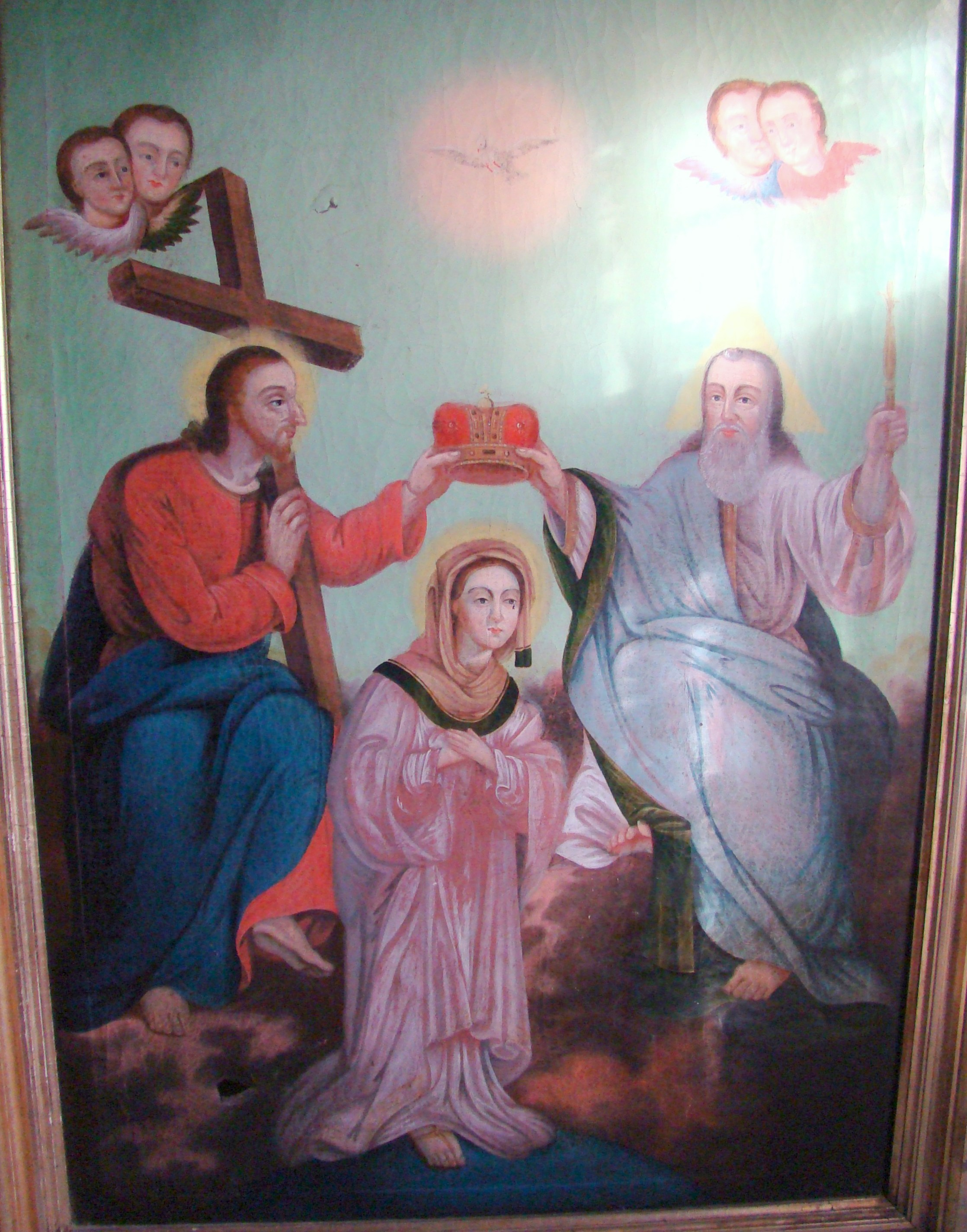
Încoronarea Fecioarei (Biserica Naşterea Maicii Domnului din Hălmagiu)
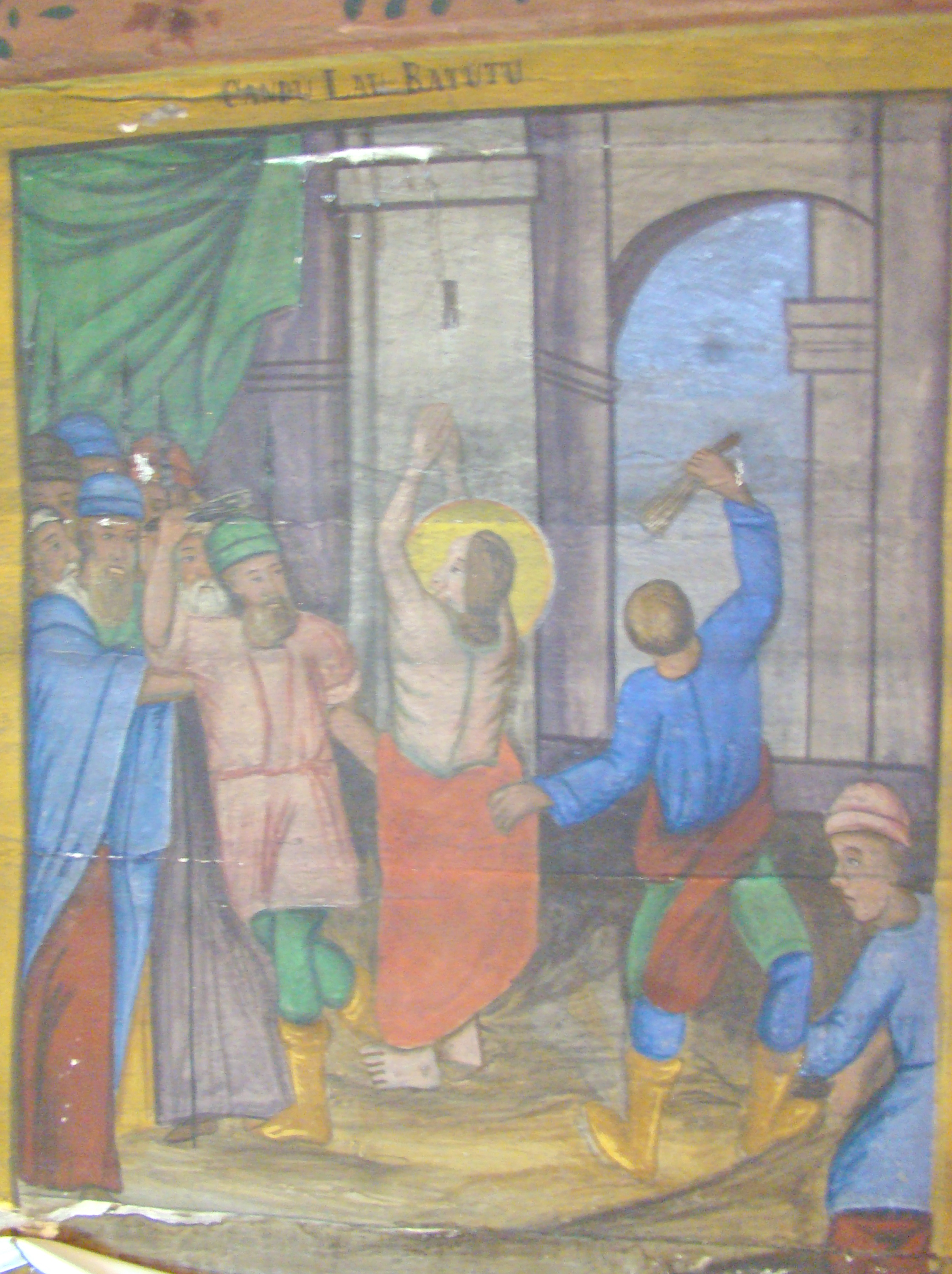
Când l-au bătut pe Iisus (Biserica de lemn din Țărmure)